# Girino

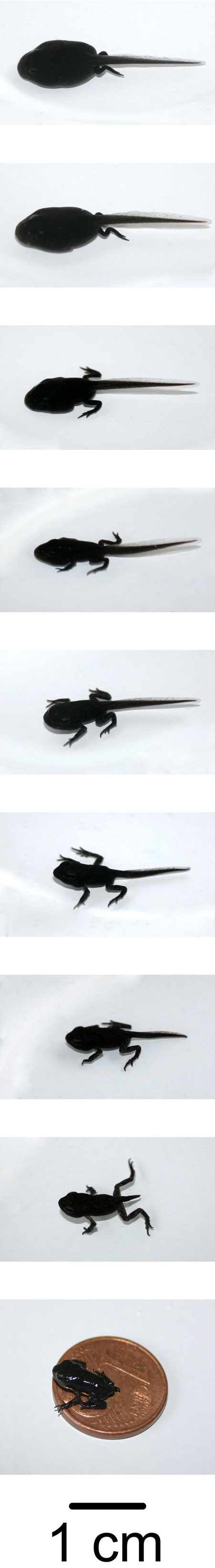
Metamorfose da espécie Bufo bufo.

Girino é a larva de anuros (como as rãs e sapos), caudados  e ápodes. O anfíbio tem forma de peixe, com uma longa e musculosa cauda, sem membros e com brânquias externas, nas primeiras fases.
Os girinos normalmente se desenvolvem na água e sofrem metamorfoses antes de chegar ao estado adulto. Na fase inicial da sua vida eles respiram por brânquias externas que mais tarde são absorvidas pelo animal para gerar brânquias internas. Nas espécies terrestres, estas são substituídas posteriormente por pulmões quando se aproxima a fase adulta. Outras transformações incluem a reabsorção da cauda e o aparecimento de membros, primeiro os posteriores, depois os anteriores.
Os girinos vivem em lagos, pequenas poças de água estagnada, ou mesmo na água acumulada em certas plantas, como as bromélias e em rios — neste caso, podem mostrar adaptações do corpo, como ventosas, para evitar que sejam arrastados pela corrente.
Em algumas espécies, esses anfíbios se alimentam de plâncton e larvas de insetos, já em outras são carnívoros, podendo mesmo consumir outros da mesma espécie — essas espécies possuem uma espécie de bico córneo na boca, com pequenos dentes.

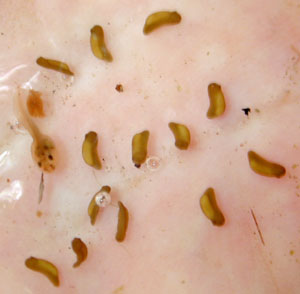
Girinos e embriões de Rana rugosa
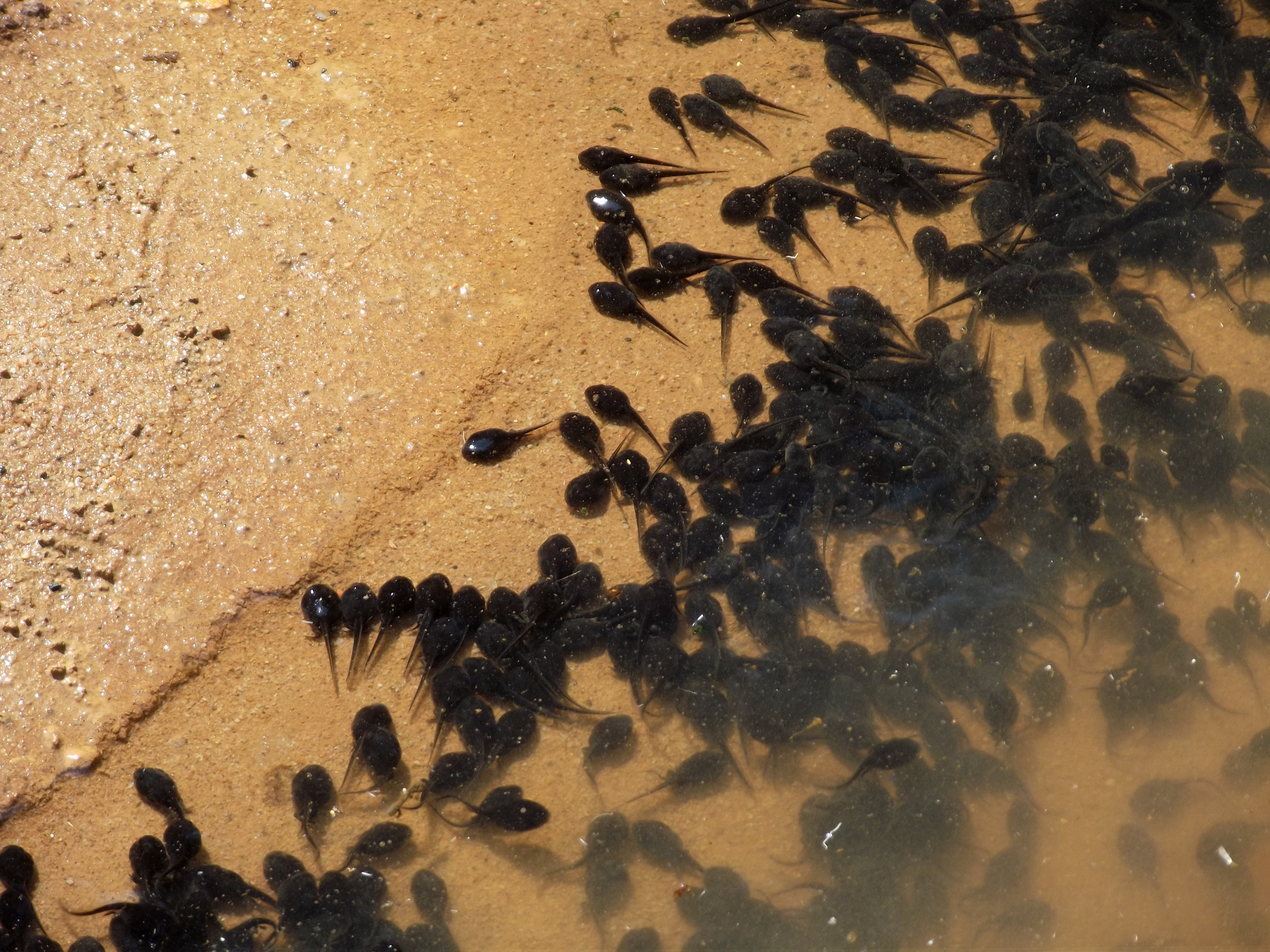
Girinos em cardume